# محافظ (فرنسا)
المحافظ (بالفرنسية: préfet)‏ في فرنسا هو ممثل الدولة في الإقليم أو المنطقة. نواب المحافظين (بالفرنسية: sous-préfets)‏ مسؤولون عن التقسيمات الفرعية للإدارات، والدوائر. يُعرف مكتب المحافظ بالمحافظة، بينما يُعرف مكتب نائب المحافظ باسم المحافظة الفرعية.
يُعين المحافظون بمرسوم من رئيس الجمهورية في مجلس الوزراء بناء على اقتراح رئيس الوزراء ووزير الداخلية. ويخدمون وفقًا لتوجهات الحكومة ويمكن استبدالهم في أي اجتماع للمجلس.
من عام 1982 إلى عام 1988، كان يُطلق على المحافظين اسم مفوضي الجمهورية (مفوضو الجمهورية) ونواب المحافظين المساعدين في الجمهورية.